# The Turning (film 2013)
The Turning è un film del 2013, diviso in diciassette episodi, diretto da altrettanti registi. Il film segna il debutto alla regia degli attori Cate Blanchett, Mia Wasikowska e David Wenham.
La pellicola è l'adattamento cinematografico del romanzo La svolta di Tim Winton.

## Trama

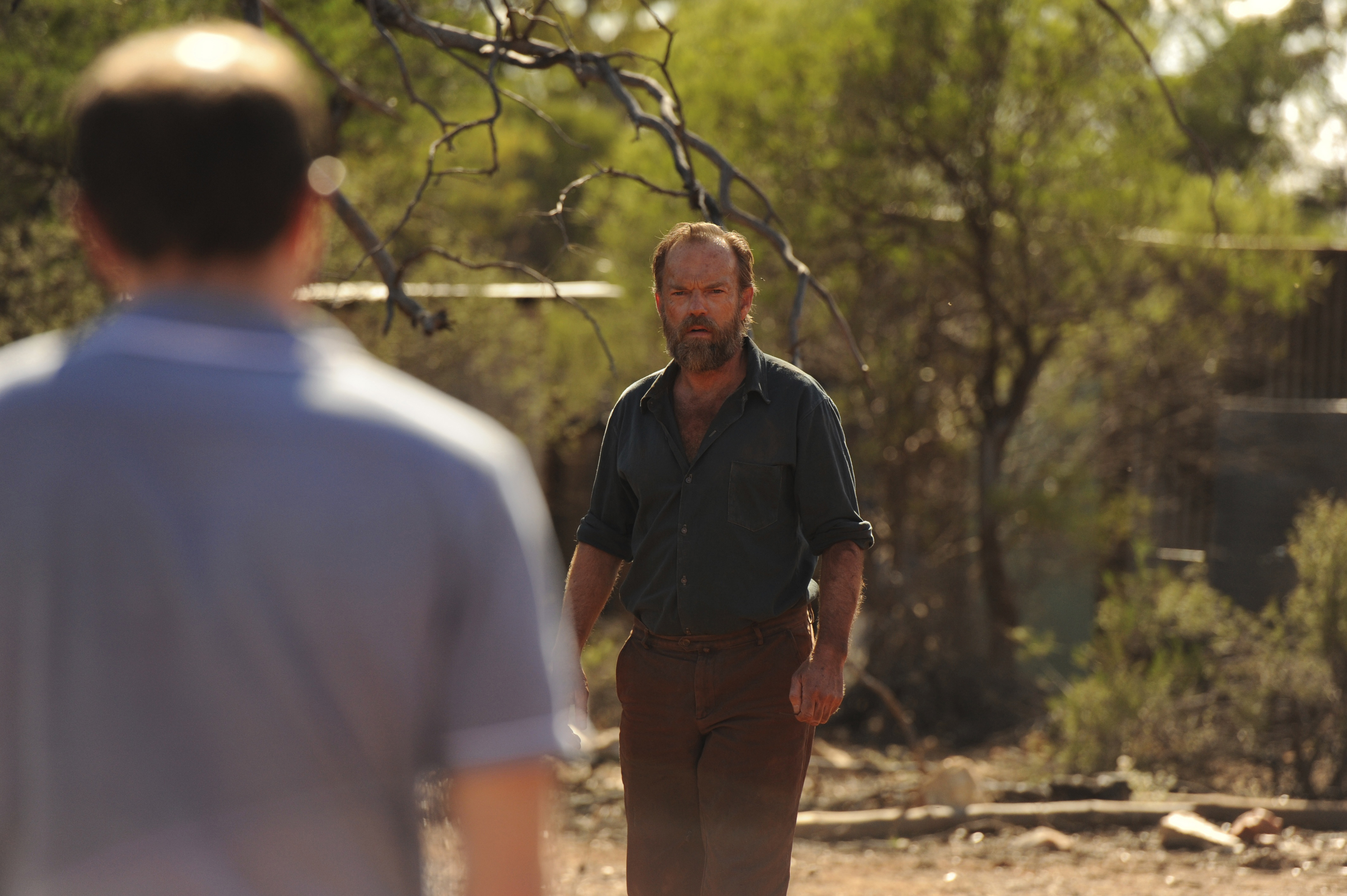
Hugo Weaving durante le riprese.

La storia di Vic Land, protagonista di tutti gli episodi, alcuni legati tra loro.

## Produzione
Le riprese del film si svolgono completamente in Australia, nella città di Perth.
Il primo teaser trailer del film viene diffuso il 24 giugno 2013.

## Distribuzione
La pellicola è stata presentata al Melbourne International Film Festival nell'agosto 2013, per poi essere distribuita nelle sale cinematografiche australiane a partire dal 26 settembre 2013.

### Divieto
Il film è stato vietato ai minori di 17 anni negli Stati Uniti d'America, ai minori di 15 anni in Australia e nel Regno Unito, per la presenza di linguaggio scurrile, violenza, stupro, contenuti sessuali e uso di droghe.

## Riconoscimenti
- 2014 - AACTA Award
  - Miglior attrice protagonista a Rose Byrne
  - Candidatura per il Miglior film
  - Candidatura per la miglior regista
  - Candidatura per il miglior attore protagonista a Hugo Weaving
  - Candidatura per la miglior attrice non protagonista a Mirrah Foulkes
  - Candidatura per la miglior sceneggiatura non originale
  - Candidatura per il miglior montaggio
- 2014 - Australian Film Critics Association
  - Miglior attrice non protagonista a Rose Byrne
  - Candidatura per il Miglior film
  - Candidatura per la miglior sceneggiatura
  - Candidatura per la miglior fotografia
- 2014 - Film Critics Circle of Australia
  - Miglior attrice non protagonista a Rose Byrne
  - Miglior attore non protagonista a Hugo Weaving
- 2014 - Golden Trailer Awards
  - Miglior trailer straniero originale
- 2013 - Asia Pacific Screen Awards
  - Candidatura per il miglior film
- 2014 - Asian Film Critics Association Awards
  - Miglior attore non protagonista a Hugo Weaving